# Nahan
Nahan est une ville du nord de l'Inde de l'état de Himachal Pradesh, située dans le District de Sirmaur, dont elle est le chef-lieu.
Elle était autrefois la capitale de l'état princier de Sirmur.